# Freedom at Midnight
Freedom at Midnight (Cette nuit la liberté), 1975, är en bok av Dominique Lapierre och Larry Collins. Den handlar om Indiens frigörelse från det brittiska imperiet.